# Reial Audiència i Cancelleria de Granada

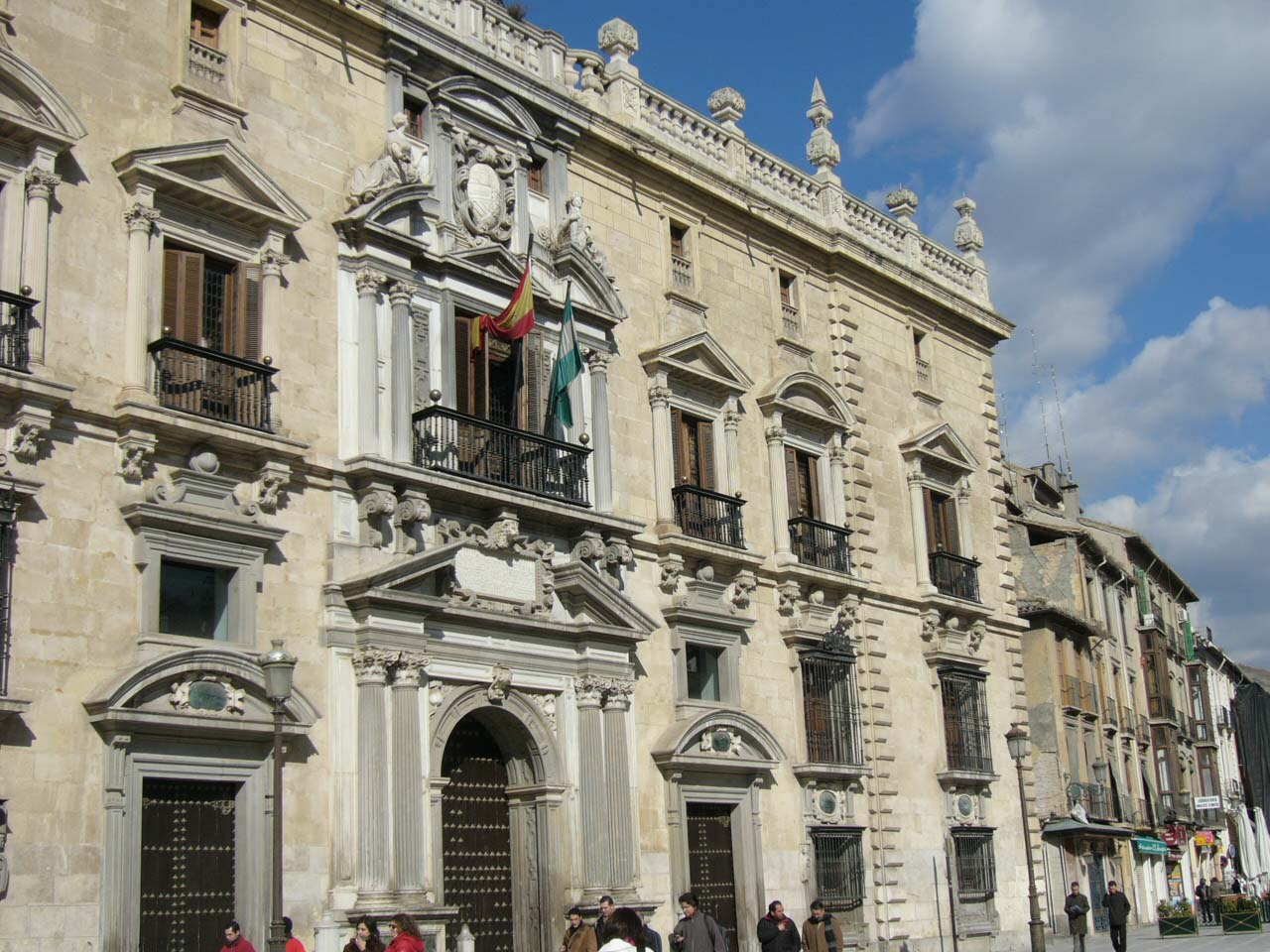
Palau de la Cancelleria, edifici que va albergar la Reial Audiència i Cancelleria de Granada des de 1587 i que actualment és la seu del Tribunal Superior de Justícia d'Andalusia.

La Cancelleria de Granada o també Reial Audiència i Cancelleria de Granada (en castellà: Real Audiencia y Chancillería de Granada) era l'òrgan d'administració de justícia, i de govern, que amb seu a Granada tenia jurisdicció sobre tot el territori de la Corona de Castella al sud del riu Tajo. Els seus precedents es troben en la cancelleria —chancillería— creada per Isabel I de Castella el 1494 en escindir-la de la Reial Audiència i Cancelleria de Valladolid.
El 1505 la seu fou traslladada a Granada i va funcionar durant tota l'edat moderna com el més alt tribunal de justícia de la Corona de Castella al sud del Tajo, amb la sola excepció de les competències que tenia la Sala de Justícia del Consell de Castella. Després d'una sèrie de reformes judicials va perdre part de la seva jurisdicció territorial en ser creada el 1525 la Reial Audiència de Sevilla i un any més tard la Reial Audiència de Canàries. Tot i així la Cancelleria es diferenciava de les altres senzilles reials audiències castellanes pel fet d'estar presidida per un canceller, fet que li conferia competències de govern, tribunals d'apel·lació, i la possessió del segell reial.
Fou suprimida el 1834 a conseqüència de la implantació definitiva del Regne constitucional d'Espanya (1833-1874), recollint les seves competències de tribunal d'apel·lació el Tribunal Suprem d'Espanya; les competències judicials territorials, l'Audiència Territorial de Granada, i les competències de govern, el Consell Reial d'Espanya i Índies. Els seus fons documentals es conserven a l'Arxiu de la Reial Cancelleria de Granada. L'edifici que va albergar aquesta cancelleria i audiència, conegut com a Palacio de la Chancillería està situat a la plaça Nueva, prop de l'església de Santa Ana, va ser construït entre 1531 i 1587, i en les seves obres van treballar diversos mestres. Va ser declarat Bé d'Interès Cultural i actualment és utilitzat com a seu del Tribunal Superior de Justícia d'Andalusia.